# Bitoma palmarum
Bitoma palmarum is een keversoort uit de familie somberkevers (Zopheridae). De wetenschappelijke naam van de soort werd in 1940 gepubliceerd door Bondar.